# Jean-Baptiste Kempf

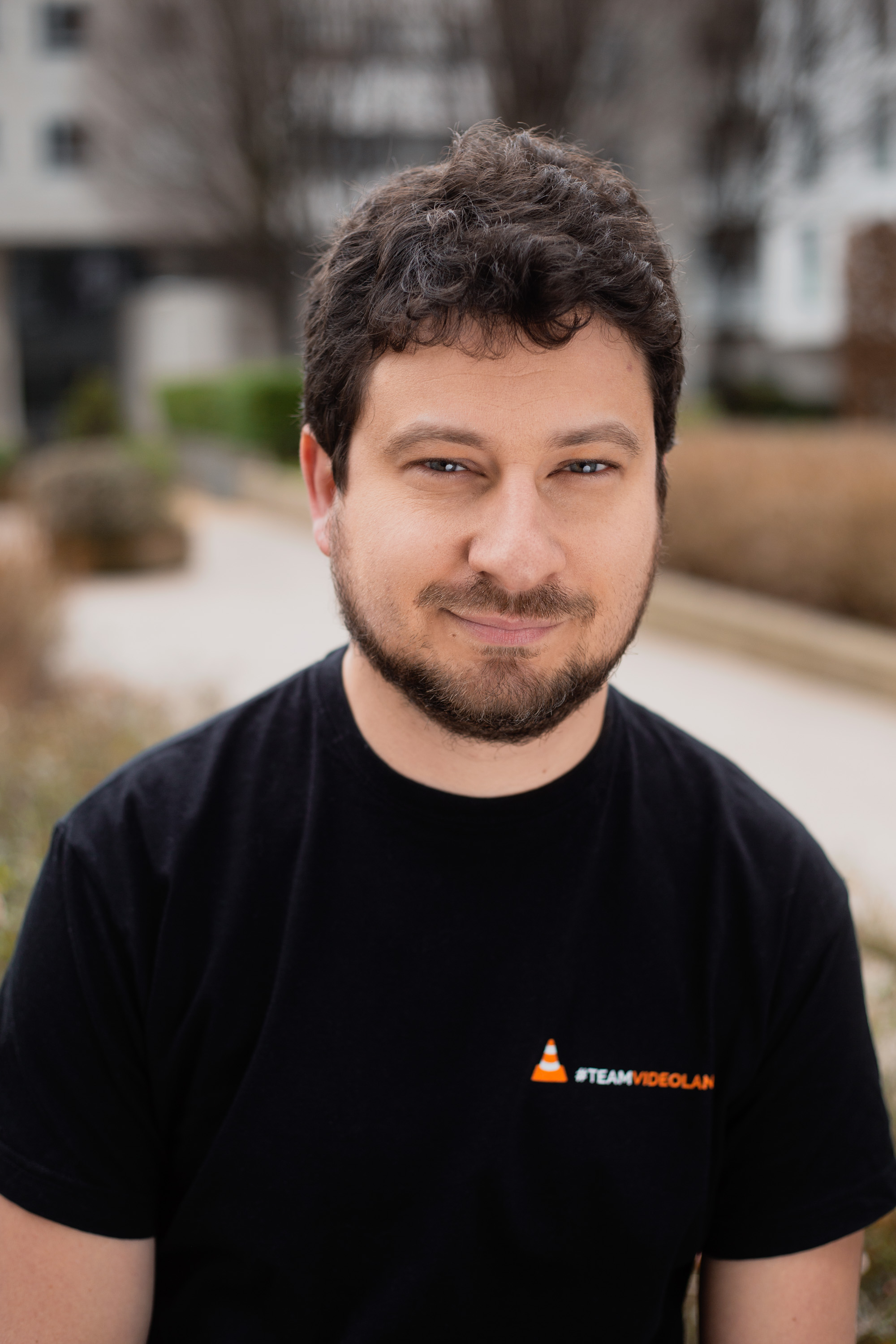
Jean-Baptiste Kempf, 2021

Jean-Baptiste Kempf (* 30. März 1983) ist ein französischer Softwareentwickler, der maßgeblich zum Projekt VideoLAN und zur Software VLC beigetragen hat.

## Biografie
Kempf ist Sohn eines Professors für Makroökonomie und besuchte das Lycée Henri-IV in Paris. Dort machte er das wissenschaftliche Baccalauréat, besuchte eine Vorbereitungsklasse für die Hochschule und studierte ab September 2003 in der École centrale Paris (Jahrgang 2006). Im Jahr 2006 schloss er das Studium der Fachrichtung Informatik und Telekommunikation ab.
Er begann seine Arbeit an VideoLAN, einem Projekt im zweiten Jahr seines Studiums an der École centrale, und an VLC im Jahr 2003. Er engagiert sich in der Vereinigung VIA Centrale Réseaux als Vizepräsident. Um dem Projekt Unabhängigkeit von der École Centrale zu verleihen, gründete er 2008 den Verein VideoLAN, dessen Vorsitzender er seitdem ist.
Im Jahr 2012 gründete er das Unternehmen Videolabs, das Dienstleistungen rund um VLC verkauft und die Entwicklung der Software finanziell unterstützt.
Im September 2020 wurde Kempf zum Chief Technology Officer bei Blade ernannt und ersetzte damit Arnaud Lamy. Als Blade 2021 von Octave Klabas Holding übernommen wurde, wurde er entlassen.
Im Jahr 2022 wurde er Mitglied des Vorstandes von Weytop, einem Französischen Unternehmen für Cloud Computing.